# Thailand Masters 1984
Das Camus Thailand Masters 1984 war ein professionelles Snookerturnier ohne Einfluss auf die Weltrangliste – ein sogenanntes Non-ranking-Turnier – im Rahmen der Saison 1984/85. Das Turnier wurde vom 27. bis zum 31. August 1984 im Ambassador Hotel in der thailändischen Hauptstadt Bangkok ausgetragen. Sieger wurde der Engländer Jimmy White, der im Finale den Waliser Terry Griffiths mit 4:3 besiegen konnte. Aufzeichnungen über potenziell hohe Breaks sind unbekannt.

## Preisgeld
Zum ersten Mal wurde das Turnier von der französischen Cognac-Brennerei Camus gesponsert, wobei es erneut kein offizielles Preisgeld gab. Da jedoch das Turnier zu einer Serie von Barry Hearns Matchroom Sport veranstalteten und von Camus gesponserten Reihe asiatischer Turniere gehörte, erhielten die Spieler, neben für sie kostenfreie Flüge der ersten Klasse, beispielsweise auch mehrere Flaschen Cognac.

## Turnierverlauf
Die sechs Teilnehmer, unter denen neben fünf professionellen Snookerspielern mit Sakchai Sim Ngam erneut ein lokaler Amateurspieler war, spielten zu Beginn im Rundenmodus innerhalb einer Gruppe jeweils ein Mal gegen alle anderen Konkurrenten. Die beiden Erstplatzierten der aus den Ergebnissen resultierenden Tabelle trafen schließlich im Finale aufeinander, um den Sieger des Turnieres auszuspielen. Während die insgesamt 15 Gruppenspiele im Modus Best of 3 Frames gespielt wurden, entschied sich das Endspiel im Modus Best of 7 Frames.

### Gruppenphase

#### Spiele
| Spiel | Spieler 1        | Ergebnis | Spieler 2        |
| ----- | ---------------- | -------- | ---------------- |
| 1     | Jimmy White      | 02:02    | Tony Meo         |
| 2     | Jimmy White      | 02:02    | Sakchai Sim Ngam |
| 3     | Jimmy White      | 02:02    | John Parrott     |
| 4     | Sakchai Sim Ngam | 02:02    | Steve Davis      |
| 5     | John Parrott     | 02:02    | Steve Davis      |
| 6     | John Parrott     | 02:02    | Sakchai Sim Ngam |
| 7     | Tony Meo         | 12:12    | Sakchai Sim Ngam |
| 8     | Tony Meo         | 02:02    | Steve Davis      |

| Spiel | Spieler 1        | Ergebnis | Spieler 2        |
| ----- | ---------------- | -------- | ---------------- |
| 1     | Jimmy White      | 02:02    | Tony Meo         |
| 2     | Jimmy White      | 02:02    | Sakchai Sim Ngam |
| 3     | Jimmy White      | 02:02    | John Parrott     |
| 4     | Sakchai Sim Ngam | 02:02    | Steve Davis      |
| 5     | John Parrott     | 02:02    | Steve Davis      |
| 6     | John Parrott     | 02:02    | Sakchai Sim Ngam |
| 7     | Tony Meo         | 12:12    | Sakchai Sim Ngam |
| 8     | Tony Meo         | 02:02    | Steve Davis      |

| Spiel | Spieler 1       | Ergebnis | Spieler 2        |
| ----- | --------------- | -------- | ---------------- |
| 9     | Tony Meo        | 02:02    | John Parrott     |
| 10    | Terry Griffiths | 12:12    | Steve Davis      |
| 11    | Terry Griffiths | 12:12    | Sakchai Sim Ngam |
| 12    | Terry Griffiths | 02:02    | Tony Meo         |
| 13    | Terry Griffiths | 02:02    | John Parrott     |
| 14    | Terry Griffiths | 02:02    | Jimmy White      |
| 15    | Steve Davis     | 02:02    | Jimmy White      |

| Spiel | Spieler 1       | Ergebnis | Spieler 2        |
| ----- | --------------- | -------- | ---------------- |
| 9     | Tony Meo        | 02:02    | John Parrott     |
| 10    | Terry Griffiths | 12:12    | Steve Davis      |
| 11    | Terry Griffiths | 12:12    | Sakchai Sim Ngam |
| 12    | Terry Griffiths | 02:02    | Tony Meo         |
| 13    | Terry Griffiths | 02:02    | John Parrott     |
| 14    | Terry Griffiths | 02:02    | Jimmy White      |
| 15    | Steve Davis     | 02:02    | Jimmy White      |

#### Tabelle
| Pos. | Spieler          | gew. Partien | Frames |
| ---- | ---------------- | ------------ | ------ |
| 1    | Terry Griffiths  | 5            | 10:2   |
| 2    | Jimmy White      | 3            | 6:4    |
| 3    | Tony Meo         | 3            | 6:5    |
| 4    | John Parrott     | 2            | 4:6    |
| 5    | Sakchai Sim Ngam | 1            | 4:8    |
| 6    | Steve Davis      | 1            | 3:8    |

### Finale
Der Engländer Jimmy White war amtierender Vizeweltmeister und hatte bei diesem Turnier in der Gruppenphase drei von fünf möglichen Partien gewonnen und belegte somit Rang zwei der Abschlusstabelle – punktgleich mit seinem Landsmann Tony Meo, welcher allerdings einen Frame mehr verloren hatte als White und somit auf dem dritten Rang geführt wurde. Im Finale traf er demzufolge auf den walisischen Ex-Weltmeister Terry Griffiths, der mit fünf Siegen sich den ersten Rang der Tabelle gesichert hatte und selbst lediglich zwei Frames verloren hatte. Vom Endspiel selbst sind keine genauen Frameergebnisse überliefert, allerdings konnte White entgegen der 0:2-Niederlage in der Gruppenphase Griffiths mit 4:3 besiegen und somit das Turnier gewinnen.
| Finale: Best of 7 Frames Ambassador Hotel, Bangkok, Thailand, 31. August 1984 |                |                 |
| Jimmy White                                                                   | 4:3            | Terry Griffiths |
| unbekannt                                                                     |                |                 |
| –                                                                             | Höchstes Break | –               |
| –                                                                             | Century-Breaks | –               |
| –                                                                             | 50+-Breaks     | –               |